# 298 v. Chr.
Portal Geschichte | Portal Biografien | Aktuelle Ereignisse | Jahreskalender | Tagesartikel

◄ |
4. Jahrhundert v. Chr. |
3. Jahrhundert v. Chr. |
2. Jahrhundert v. Chr. |
►

◄ | 310er v. Chr. | 300er v. Chr. | 290er v. Chr. | 280er v. Chr. |
270er v. Chr. |
►

◄◄ | ◄ | 301 v. Chr. | 300 v. Chr. | 299 v. Chr. | 298 v. Chr. |
297 v. Chr. |
296 v. Chr. |
295 v. Chr. |
► |
►►
Staatsoberhäupter

## Ereignisse

### Westliches Mittelmeer
- Der Dritte Samnitenkrieg bricht aus und dauert bis 290 v. Chr. Anlass ist der Versuch der Samniten, die Lukaner gegen Rom zu gewinnen. Im Bündnis mit Umbrern, Sabinern, Kelten und Etruskern versuchen die Samniten ihre im Zweiten Samnitenkrieg verlorene Machtstellung wiederzugewinnen.
- Anlage einer latinischen Kolonie in Carsioli (heute: Carsoli) im Gebiet der Aequer.
- Den Römern gelingt es bereits im ersten Kriegsjahr, die samnitische Hauptstadt Bovianum zu erobern. Die Samniten weichen daraufhin nach Norden aus.
- Sieg der Römer unter ihrem Konsul Lucius Cornelius Scipio Barbatus über die Etrusker bei Volaterrae.

### Östliches Mittelmeer
- Seleukos I. heiratet Stratonike, die Tochter von Demetrios I. Poliorketes. Dieser gewinnt die Kontrolle über Kilikien. Wenig später kommt es zum Streit zwischen Demetrios und Seleukos um den Besitz von Tyros und Sidon.
- Demetrios schickt Pyrrhos I. als Geisel an den Hof von Ptolemaios I.
- Athen schließt Frieden mit Kassander.

### Asien
- um 298 v. Chr.: Im indischen Maurya-Reich folgt Bindusara auf seinen Vater Chandragupta Maurya.

## Geboren
- um 298 v. Chr.: Xunzi, chinesischer Philosoph der konfuzianischen Schule († um 220 v. Chr.)